# Marcela Holguín
Marcela Priscilla Holguín Naranjo (Ambato, 23 de noviembre de 1973) es una experiodista, activista y política ecuatoriana. Fue la primera vicepresidenta de la Asamblea Nacional del Ecuador, entre 2022 y 2023.

## Biografía
Marcela Priscilla nació el 23 de noviembre de 1973, en la ciudad ecuatoriana de Ambato.
Realizó estudios en la Universidad Central del Ecuador, donde obtuvo la licenciatura en comunicación social, con la especialización televisión, en 1997. Obtuvo una maestría en Comunicación Social, por la Universidad Andina Simón Bolívar, en 2007. Tiene un diplomado en técnicas de producción, televisión y cine en 2004, por el Humber College, Toronto. También tiene una maestría por la Universidad Internacional de La Rioja, en marketing político.
Desde los 17 años colaboró con grupos vulnerables.

### Periodismo
Incursiono en el periodismo apenas tenía 17 años de edad en diversos medios radiales en su ciudad natal, pero al alcanzar la mayoría de edad, decidió dejar su ciudad natal para emprender su carrera en la capital ecuatoriana, Quito, donde pasó a ser reportera de Ecuavisa, donde permaneció hasta el año 2008 cuando fue fichada por GamaTV. En 2015, por una nota hecha por ella en el medio quiteño GamaTv, fue amonestada por la extinta Supercom.

## Vida política

### Asamblea Nacional
Inició su vida política en 2017, cuando se postuló como asambleísta del distrito 3 de la provincia de Pichincha, en las elecciones legislativas del mismo año, siendo elegida y asumiendo el cargo el 14 de mayo de ese año. 
En las elecciones legislativas de 2021, fue reelegida asambleísta por la Provincia de Pichincha. El 21 de julio de 2022, fue elegida primera vicepresidenta de la Asamblea Nacional, con 90 votos a favor.
Renunció a su curul el 27 de febrero de 2025.

## Controversias
En 2019, fue investigada por presuntamente incitar a la violencia durante el paro nacional de ese año.